# Neoperla aethiopica
Neoperla aethiopica (лат.) — вид веснянок рода Neoperla из семейства настоящие веснянки (Perlidae).

## Распространение
Африка: Эфиопия.

## Описание
Веснянки средней величины (около 1 см). Длина передних крыльев 12,0—12,3 мм. Цвет охристый, ноги немного темнее, коричневатые, крылья затемнённые. Вокруг каждого глазка черное кольцо. У самца задние голени не изменены. Т7 с довольно длинным треугольным выступом. Т8 плоский, передняя часть срединной склеритовой полосы такой же ширины, как и расположенный над ней отросток Т7, сужается каудально, с несколькими базиконическими сенсиллами. Т9 немодифицирован, парамедианные волосистые бугорки не сильно приподняты. Каллус HT10 малозаметен, языковидный. Кончик HT10 извилистый, короткий, острая вершина направлена цефалически. ДНК голотипа самца из Эфиопии была секвенирована с использованием метода «геномного обрезания», в результате чего было получено 10 983bp митохондриальных, белок-кодирующих генов. Этот вид имеет очень сильную поддержку (98,2/99/99) как сестринский по отношению к Neoperla pilulifera.

## Таксономия и этимология
Таксон был впервые описан в 2023 году немецким энтомологом Питером Цвиком (Шлиц; Германия) и австралийским биологом Андреасом Цвиком (Australian National Insect Collection; CSIRO; Канберра, Австралия). Название дано по месту обнаружения типовой серии (Эфиопия).